# راندي جونز (لاعب كرة قاعدة)
راندي جونز (بالإنجليزية: Randy Jones)‏ هو لاعب كرة قاعدة أمريكي، ولد في 12 يناير 1950 في فوليرتون في الولايات المتحدة.

## وصلات خارجية
- راندي جونز على موقعبيزبول رفرنس.كوم (الدوري الرئيسي) (الإنجليزية)
- راندي جونز على موقع مشجعي الرسوم البيانية (الإنجليزية)